# Euphorbia cassythoides
Euphorbia cassythoides ist eine Pflanzenart aus der Gattung Wolfsmilch (Euphorbia) in der Familie der Wolfsmilchgewächse (Euphorbiaceae).

## Beschreibung
Die sukkulente Euphorbia cassythoides bildet kahle Sträucher bis 2 Meter Höhe aus. Die zylindrischen Zweige sind holzig und stehen in Wirteln an den Knoten. Sie werden etwa 3 Millimeter dick und besitzen fünf bis sieben kleine Rippen. Die Internodien werden bis 15 Zentimeter lang und die Knoten sind mit Drüsen besetzt und kleben. Die schuppenartigen Blätter werden etwa 2 Millimeter groß und besitzen auf beiden Seiten Drüsen.
Der Blütenstand besteht aus endständigen Cymen, die in der Wuchsachse zweifach gegabelt sind. Die davon ausgehenden Strahlen werden bis 7 Millimeter lang. Sie tragen die nahezu sitzenden und 3 Millimeter breiten und 5 Millimeter langen Cyathien. Die elliptischen Nektardrüsen sind sukkulent. Die gewöhnlich kahle Frucht wird etwa 3 Millimeter groß und ist nahezu sitzend. Sie enthält den länglichen Samen, der zwei bis drei Furchen in Längsrichtung aufweist.

## Verbreitung und Systematik
Euphorbia cassythoides ist in Westindien verbreitet.
Die Erstbeschreibung der Art erfolgte 1860 durch Pierre Edmond Boissier. Synonyme zu Euphorbia cassythoides sind Arthrothamnus cassythoides (Boiss.) Millsp. (1909) und Tirucallia cassythoides (Boiss.) P.V.Heath (1996).